# Shvetsov M-11
El Shvetsov M-11 fue un motor de aviación de la Unión Soviética de cinco cilindros en configuración radial.

## Diseño y desarrollo
Basado en el previo M-8, el M-11 se convirtió en un ejemplo de motor producido masivamente, alcanzando una cantidad de 100.000 a 130.000 motores fabricados entre 1927 y 1959. En su primera versión el M-11 ofrecía 100 HP a 1.590 rpm empleando cualquier tipo de combustible de aviación, aunque posteriormente se especificaría un octanaje mínimo para conseguir esa potencia, quedando establecido en 59 octanos. Versiones sucesivas, mediante mejoras y empleo de combustible de mayor calidad consiguieron potencias de 115, 145, 160 (el M-11FR), 165 y 200 HP. En 1930, una versión de 190 HP recibió su propia designación, pasando a ser el Shvetsov M-12.

## Especificaciones
- Tipo: Motor radial
- Diámetro: 125 mm
- Carrera: 140 mm
- Desplazamiento: 8,6 l
- Admisión: Atmosférica
- Alimentación: Carburador
- Refrigeración: Aire
- Potencia: Entre 100 y 200 HP según versiones

### Motores similares
- Armstrong Siddeley Mongoose
- Kinner R-5
- Wright R-540